# Fort Johnson
Fort Johnson – wieś w Stanach Zjednoczonych, w stanie Nowy Jork, w hrabstwie Montgomery.